# NigComSat

O NigComSat 1, o primeiro satélite da empresa.

Nigerian Communication Satellite Limited (NigComSat) é uma empresa de propriedade do governo nigeriano com a missão de lançar e gerenciar o programa Nigerian Communications Satellites. A empresa opera no âmbito do Ministério nigeriano da Ciência e Tecnologia. O estabelecimento da lei de NigComSat ainda não entrou em vigor, a empresa está atualmente em um estado legalmente ambíguo. A missão da empresa é ser o operador de satélites de comunicação e fornecedora líder de serviços na África.

## História
A Nigerian Communication Satellite (NigComSat) Limited foi constituída em 4 de abril de 2006 como uma empresa, sob os auspícios do Ministério Federal de Tecnologia de Comunicação.
Sua missão é "para gerenciar e explorar a viabilidade comercial da comunicação nigeriano por satélite para o benefício econômico e social da nação".

## Operação atual
A NigComSat Limited atualmente já tem um satélite de comunicação em órbita, o NigComSat 1R, e planeja lançar dois outros satélites, o NigComSat 2 e 3.

## Satélites
| Satélite     | Fabricante | Data do lançamento     | Veículo de lançamento | Estado    | Nota                                                                             |
| ------------ | ---------- | ---------------------- | --------------------- | --------- | -------------------------------------------------------------------------------- |
| NigComSat 1  | CAST       | 13 de maio de 2007     | Longa Marcha 3B/G2    | Fracassou | O mesmo parou de funcionar após sofrer uma falha grave em 11 de novembro de 2008 |
| NigComSat 1R | CAST       | 19 de dezembro de 2011 | Longa Marcha 3B/G2    | Ativo     |                                                                                  |
| NigComSat 2  |            | ?                      | Longa Marcha 3B/E     | Planejado |                                                                                  |
| NigComSat 3  |            | ?                      |                       | Planejado |                                                                                  |